# PW-9 (航空機)
PW-9 / AT-3 / FB
スミソニアン博物館に展示されている　ボーイング　FB-5
- 用途：戦闘機
- 製造者：ボーイング
- 運用者： アメリカ合衆国（陸軍航空隊、海軍、海兵隊）
- 初飛行：1923年[1]
- 生産数：155機

ボーイング PW-9（Boeing PW-9）は1920年代アメリカ合衆国の開放コックピット式複葉戦闘機。製作者はボーイング社であり、社内呼称を「モデル15」という。モデル15は、アメリカ陸軍航空隊ではPW-9、アメリカ海軍では艦上戦闘機としてFBと命名され、使用された。

## 設計と開発
Model15の設計はフォッカー D.VIIの研究に基礎を置いていた。D.VIIは、第一次世界大戦終結時の対独休戦協定にもとづき、評価のためにアメリカに142機が送られていた。モデル15はアメリカ陸軍航空隊のトマス＝モースMB-3Aの後継機をカーチスモデル33と争う追撃機として、1923年、ボーイング社により製作された。最初の試作機の飛行は1923年6月2日だった。モデル15の胴体は鋼管を組み合わせたものだったが、先細りとなった片持式の複葉の主翼は木製のフレームを持っていた。エンジンは435馬力液冷カーチスD-12で、ラジエーターはエンジンの下の「トンネル」に置かれていた。
結局、カーチス機はPW-8として、モデル15はPW-9として両方とも採用された（「PW」とは水冷エンジン追撃機（Pursuit, Water-cooled engine）を意味する）。航空隊は、速度以外はすべての性能でPW-8を上回り、また無骨なつくりで整備も容易なPW-9を好み、PW-8の25機に対し113機を発注した。海軍向けのタイプも製作され、「FB」と名づけられて42機が生産された。

## 運用歴
PW-9の最初の25機の配属は1925年10月から始まった。ボーイングは陸軍航空隊に対して、1925年から1931年2月までの間に、試作機も含めて各型合計113機のPW-9を納入した。事実上、PW-9はすべて海外の部隊で任務についた。ハワイではまずルークフィールドの第5混成グループ、のちにホイーラーフィールドの第18追撃グループに配属され、フィリピンではルソン島のクラークフィールドの第4混成グループに配属された。PW-9は、1925年から1931年にかけて、第3、第6および第19の追撃飛行隊に配備された。
海軍が1924年12月に発注した10機のFB-1は海軍で使用するための変更が行われていなかった（例えば着艦フックが装備されていない、など）ため、海兵隊の飛行隊VF-1M、VF-2MおよびVF-3Mに配属され、海兵隊派遣部隊を支援するため中国に展開した。次の2機（FB-2）には、空母「ラングレー」での運用のために着艦フックと2つの主車輪を繋ぐ車軸が追加された。この2機は1925年12月にVF-2に加わって任務に就き、全般的に満足な結果を出したため、海軍は27機のFB-5の発注を行った。FB-5は明確に空母での運用を目的とした海軍初の戦闘機となった。
FB-5はエンジンをより強力な525馬力パッカード2A-1500に換装し、車軸の下に、飛行機を飛行甲板に引き降ろすためのフックを装着した。FB-5は1926年10月7日に初飛行し、翌年の1月から海軍に納入された。ボーイングの工場からピュージェット湾ではしけに乗せられ、シアトルの港に投錨しているラングレーまで運ばれたFB-5は、吊り上げられて母艦に搭載された。海軍機としての初の公式飛行は母艦の甲板から発進したものだった。

## 各型解説

### 陸軍
XPW-9
試作機。評価のため3機製作。
PW-9
1925年から翌年にかけて30機製作。D-12エンジンを装備した最初の生産型。
PW-9A
1926年から翌年にかけて24機製作。D-12Cエンジン。
PW-9B
1927年。PW-9Aのうち1機を改造。
PW-9C
1927年から翌年にかけて40機製作。D-12Dエンジン。
PW-9D
1928年から1934年にかけて16機製作。最終生産型。
XP-4
PW-9の1機（シリアル25-324）のエンジンを510馬力のパッカード1A-1500に換装。社内呼称「モデル58」。
AT-3
PW-9Aの1機（シリアル26-374）ライト・イスパノエンジン装備の単座練習機としたもの。

### 海軍
FB-1
最初の海軍向けの機体。10機製作。陸上運用のみ。
FB-2
FB-1のうち2機を空母から行動できるように改造。パッカード1Aエンジン。社内呼称「モデル53」。
FB-3
評価用として3機製作。パッカード1Aエンジン装備のフロート式水上機。社内呼称「モデル55」。
FB-4
ライトP-1星型エンジン（450馬力）装備の試作機として1機のみ製作。社内呼称「モデル54」。
FB-5
パッカード2A-1500エンジン（520馬力）装備の生産型。27機製作。社内呼称「モデル67」。
FB-6
プラット&ホイットニーR-1340-Bワスプエンジン装備の試作型。1機のみ製作。
FB-7
プラット&ホイットニー・ワスプエンジン装備として提案されたが製作されなかった。

## 使用者
- アメリカ合衆国 - アメリカ陸軍航空隊、アメリカ海軍、アメリカ海兵隊

## 要目（PW-9）
- 乗員： 1
- 全長： 23 ft 5 in （7.1 m）
- 全幅： 32 ft 0 in （9.7 m）
- 全高： 8 ft 2 in （2.40 m）
- 翼面積： 260 ft2 （24.1 m2）
- 空虚重量： 1,936 lb （878 kg）
- 最大離陸重量： 3,120 lb （1,414 kg）
- エンジン： カーチス D-12 水冷V型12気筒（435 hp） ×1
- 最高速度： 257 km/h
- 巡航速度： 229 km/h
- 航続距離： 628 km
- 上昇限度： 5,768 m
- 上昇力： 8.27 m/秒
- 武装： 7.62 mm 機関銃 2挺、爆弾244ポンド ×1